# Flossenbürg
Flossenbürg je německá obec v zemském okrese Neustadt an der Waldnaab ve spolkové zemi Bavorsko. Leží u hranic s Českou republikou, nejbližší českou obcí je vesnice Lesná (Schönwald). V dobách druhé světové války se zde nacházel koncentrační tábor Flossenbürg. Dnes v obci žije přibližně 1 500 obyvatel.

## Geografie

### Sousední obce
Pirk sousedí s následujícími obcemi od západu: Floß, Plößberg, Bärnau, Lesná, Georgenberg a Waldthurn.
| Růžice kompasu | Plössberg |             | Bärnau      | Růžice kompasu |
| Růžice kompasu | Floss     | Sever       | Lesná       | Růžice kompasu |
| Růžice kompasu | Floss     | Flossenbürg | Lesná       | Růžice kompasu |
| Růžice kompasu | Floss     | Jih         | Lesná       | Růžice kompasu |
| Růžice kompasu | Waldthurn |             | Georgenberg | Růžice kompasu |

### Místní části
Obec Flossenbürg má sedm místních částí:
- Altenhammer
- Flossenbürg
- Gaismühle
- Hildweinsreuth
- Rückersmühle
- Rumpelbach
- Sankt Ötzen

## Historie
První písemné zmínky o místě pochází z roku 948. Hrad Flossenbürg byl vybudován kolem roku 1100 hrabětem Berengarem ze Sulzbachu, byl v majetku císaře Fridricha Barbarossy i českého krále Přemysla Otakara I. Jako pevnost sloužil hrad až do třicetileté války, kdy byl oddíly vévody Bernharda Sasko-Výmarského vypálen. Flossenbürg byl později součástí vévodství Neuburg-Sulzbach od roku 1777 podléhal zemskému soudu ve Floss a byl součástí Bavorského kurfiřtství. Administrativními reformami v Bavorsku vznikla nařízením z roku 1818 obec v současné podobě.
V letech 1938 až 1945 existoval v obci koncentrační tábor Flossenbürg s více než 100 000 vězni. Tento tábor měl řadu pobočných pracovišť, včetně poboček na území dnešní České republiky. Mezinárodně nejznámějším vnějším pracovním komandem byla skupina patnácti svědků Jehovových, kteří byli v letech 1944–1945 přiděleni na nucené práce do Panenských Břežan u Prahy, na statek Liny Heydrichové, vdovy po Reinhardu Heydrichovi, čelném představiteli nacistické strany, vedoucím hlavního úřadu říšské bezpečnosti a také zastupujícím říšském protektorovi Čech a Moravy.
Dne 23. dubna 1945 dorazila do obce a koncentračního tábora 90. pěší divize 3. americké armády a bez boje je obsadila. V předchozích týdnech byli vězni zavražděni a většina vězňů byla z tábora odvezena na pochody smrti. Na rozsáhlém území od Würzburgu po Prahu zahrnoval systém koncentračních táborů Flossenbürg 80 pobočných táborů, včetně nechvalně proslulého Doggerstollenu. Dnes se na části území koncentračního tábora nachází památník. 
Ve Flossenbürgu se na ulici Hohenstaufenstraße nachází čestný hřbitov, kde je pohřbeno 146 vězňů z koncentračních táborů. V jižním Německu, kde se konaly pochody smrti do koncentračního tábora Flossenbürg nebo z něj, se nacházejí hrobová místa s nejméně 1300 hroby vězňů.

## Pamětihodnosti
- Evangelický luteránský farní kostel sv. Pancratia
- Katolický kostel sv. Pancratia
- Nad obcí se tyčí zřícenina hradu Flossenbürg
- Hrobka a památník v koncentračním táboře Flossenbürg, který je nyní výzkumným a dokumentačním střediskem zločinů nacismu.